# Transmission (militaire)
Pour les articles homonymes, voir Transmission.

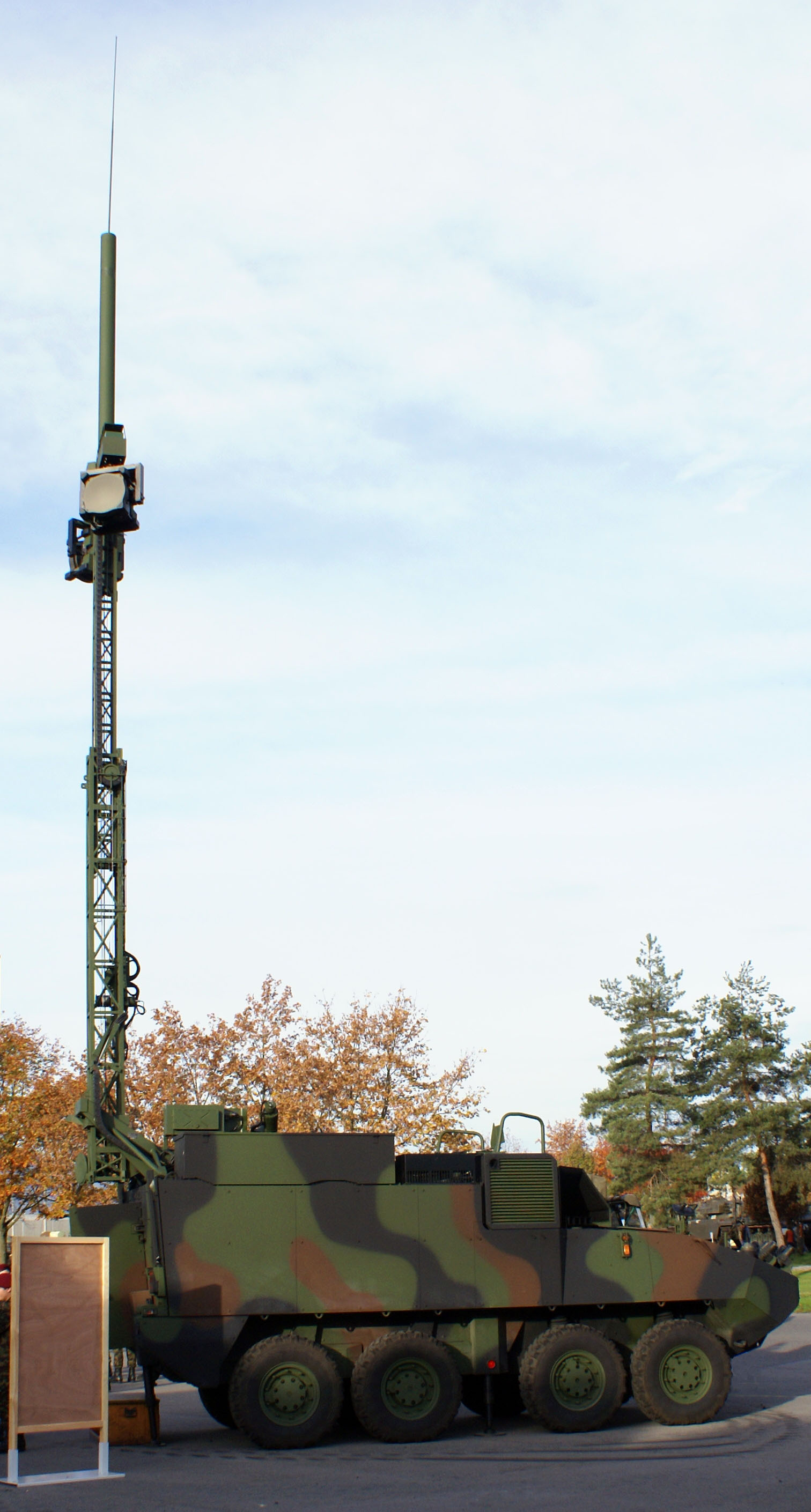
Véhicule de nœud de transmission Mowag Kompak de l'armée suisse (2006).

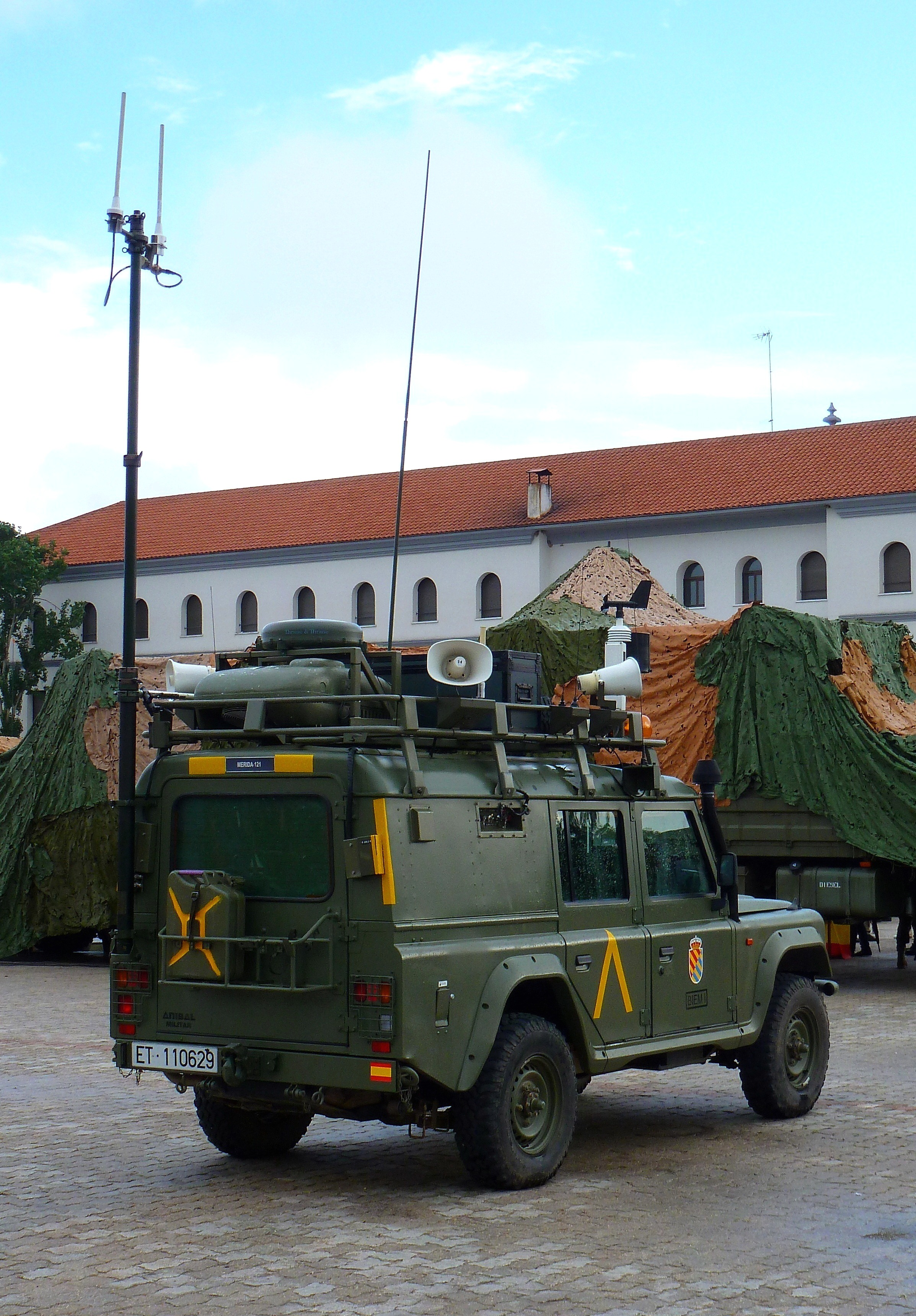
Aníbal Mérida de l'Unité militaire d'urgence

Dans le vocabulaire et l'histoire militaires, les transmissions désignent une unité spécialisée de l'armée destinée à la transmission de l'information entre sections, entre régiments, ou de toute unité à un centre de commandement, et vice versa.

## Description
Sur le même modèle que le piquet radar, des installations mobiles peuvent être disposées pour augmenter la portée d'un système.

## Dans le monde

### États-Unis
En 1865, le United States Army Signal Corps est créé pour les communications de l'US Army.

### France
La création d'unités spécialisées dans la gestion des transmissions est apparue de façon ancienne, avec le télégraphe Chappe (guerres de la Révolution). En 1798, est créé l'Administration des Télégraphes. Celle-ci est réquisitionnable en cas de nécessité. Le Service Télégraphique aux Armées ne sera lui institué qu'en 1867. 
Cependant, c'est le développement de l'artillerie à longue portée et surtout des moyens de transmission radio qui ont justifié la création de régiments à la fin du XIXe siècle. Initialement rattachée à l'Arme du Génie, les Transmissions ne constitueront une Arme qu'à partir du 15 février 1942 au sein de l'Armée d'Armistice.
Dans les années 1980, les régiments français s'équipent avec le système Réseau intégré des transmissions automatiques (RITA).

### Royaume-Uni
Le Royal Corps of Signals (parfois simplement appelé Royal Signals et abrégé en R SIGNALS) est une arme de support de combat (en) de l'Armée de terre britannique créée en 1920. Au 1er mai 2021, il dispose de 5 676 militaires d'active.

### Russie

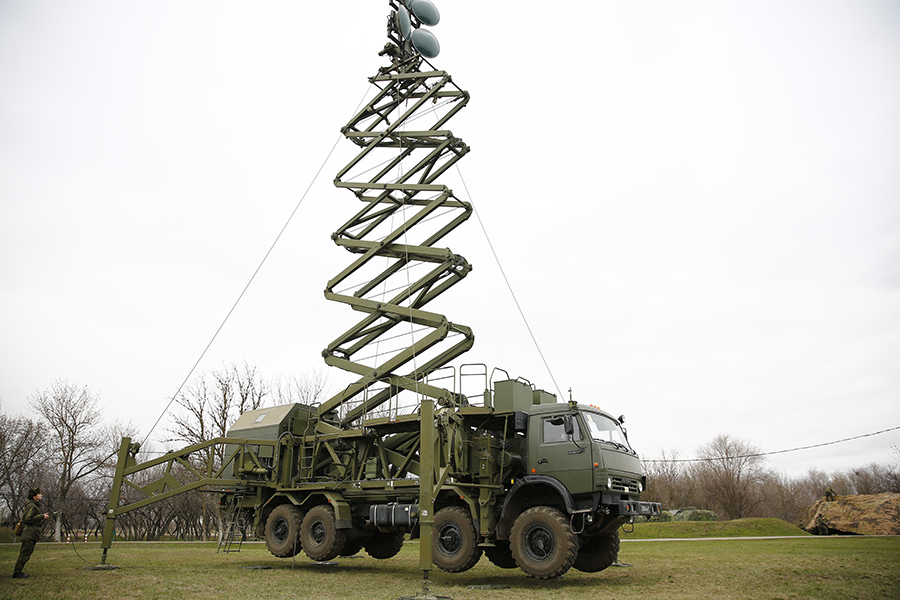
Nœud de transmission mobile russe MIK-MKS.

La Russie possède le système de nœud de transmission MIK-MKS mobile.

### Suisse
L'armée suisse dispose du véhicule blindé Kompak fabriqué par Mowag en tant que nœud de transmission, sa version MZS sert également pour la guerre électronique.